# Nepal ai Giochi della XVIII Olimpiade
Il Nepal partecipò ai Giochi della XVIII Olimpiade, svoltisi a Tokyo dal 10 al 24 ottobre 1964, con una delegazione di sei atleti impegnati nell'atletica leggera e nel pugilato, per un totale di cinque competizioni. Portabandiera alla cerimonia di apertura fu il pugile diciottenne Ram Prasad Gurung.
Fu la prima partecipazione di questo paese ai Giochi olimpici. Non furono conquistate medaglie.